# Erdek
Erdek (antigament: Artàke; en grec: Αρτακη; en català medieval: Artaqui) és un municipi i districte de la província de Balıkesir a la Regió de la Màrmara, Turquia. Està situada al Cap de l'Artaqui i és un destinació turística entre la població turca. A prop es troben les restes arqueològiques de Cízic.